# 파이낸셜경제신문
자유시장경제의 바른길을 제시하는 파이낸셜경제신문(전병길 회장)은 대한민국의 종합경제지이다. 종합일간경제지는 매일경제와 한국경제 등이 있다. 파이낸셜경제신문 본사는 서울특별시 영등포구 여의도동 의사당대로 97 '교보증권빌딩'에 위치해 있다.